# Désiré Donny
Pour les articles homonymes, voir Donny.
Désiré Donny, né à Bruges, le 5 janvier 1798 et mort à Schaerbeek le 27 avril 1861, est un peintre belge connu pour ses marines, ses paysages, ses scènes de genre et ses portraits.
Au Salon de Bruxelles de 1845, il obtient une médaille de vermeil. Sa prédilection pour les effets de lune lui valent le qualificatif de « peintre de la lune ». Ses œuvres sont conservées au Musée Art et Histoire de Bruxelles, à Ypres, Courtrai, au Musée national du Palais Het Loo et Doncaster. 

## Biographie

### Famille
Désiré (Désiré Fortuné Aimable) Donny, né à Bruges le 5 janvier 1798, est le fils de Jean Joseph Donny (1767), greffier du juge de paix, puis avocat, et de Marie Josèphe Christiaens (1777), mariés à Bruges le 29 avril 1800,. Il épouse en premières noces à Bruges en 1825 Adélaïde (Adèle) Schwartz (1805), puis, après son veuvage, il se remarie avec Louise Schullhammer (1824).

### Formation
Étudiant à l'Académie des beaux-arts de Bruges, où il reçoit les premiers principes de dessins, il se forme ensuite auprès du peintre Joseph-Denis Odevaere qui lui apprend l'art de la peinture vers 1818-1820. Il effectue, en 1829, un séjour à Paris.

### Carrière

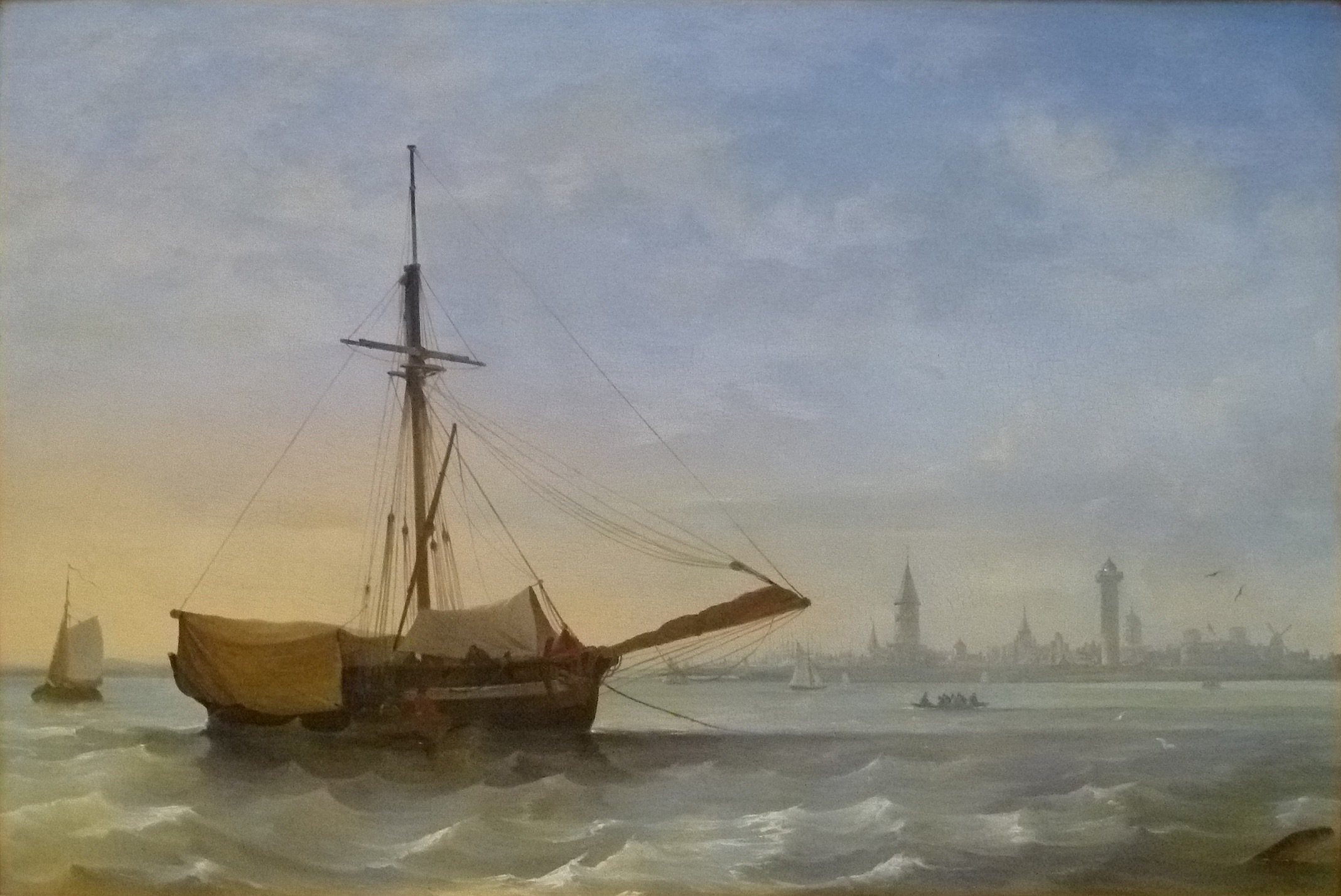
Marine avec vue d'Ostende.

Pour la première fois, Désiré Donny expose au Salon de Bruxelles de 1818, puis au Salon de Gand de 1820. Il partage avec deux autres candidats (Michel Stapleaux et Jozef Geirnaert) le premier prix du concours du portrait en peinture qui lui vaut un prix de cent francs et une médaille d'or d'encouragement. Le sujet imposé étant La Tête d'une jeune personne de la plus grande beauté, de l'âge de quinze à vingt ans en grandeur naturelle. Le 13 octobre 1825, le portrait en pied du roi des Pays-Bas, réalisé par Désiré Donny, est inauguré solennellement au palais de justice de Courtrai.
Désiré Donny forme, à Bruges, en 1829, Joseph Hano, comme élève. Peu avant 1832, il s'établit à Bruxelles, puis, en 1842 à Schaerbeek. En 1838, Désiré Donny expose Vue de la côte de Blankenberge au Salon de Paris. Sept ans plus tard, il obtient, grâce à Un effet de lune, une médaille de vermeil au Salon de Bruxelles de 1845. À quatre reprises, de 1851 à 1859, il envoie ses œuvres à La Haye à l'Exposition des maîtres vivants. 
Désiré Donny séjourne longuement à La Haye (1851-1853) et voyage en Suisse et en Allemagne, avant de revenir à Schaerbeek vers 1856. Il meurt, à l'âge de 63 ans, à son domicile rue Allard no 8 à Schaerbeek le 27 avril 1861.

## Œuvre

### Caractéristiques

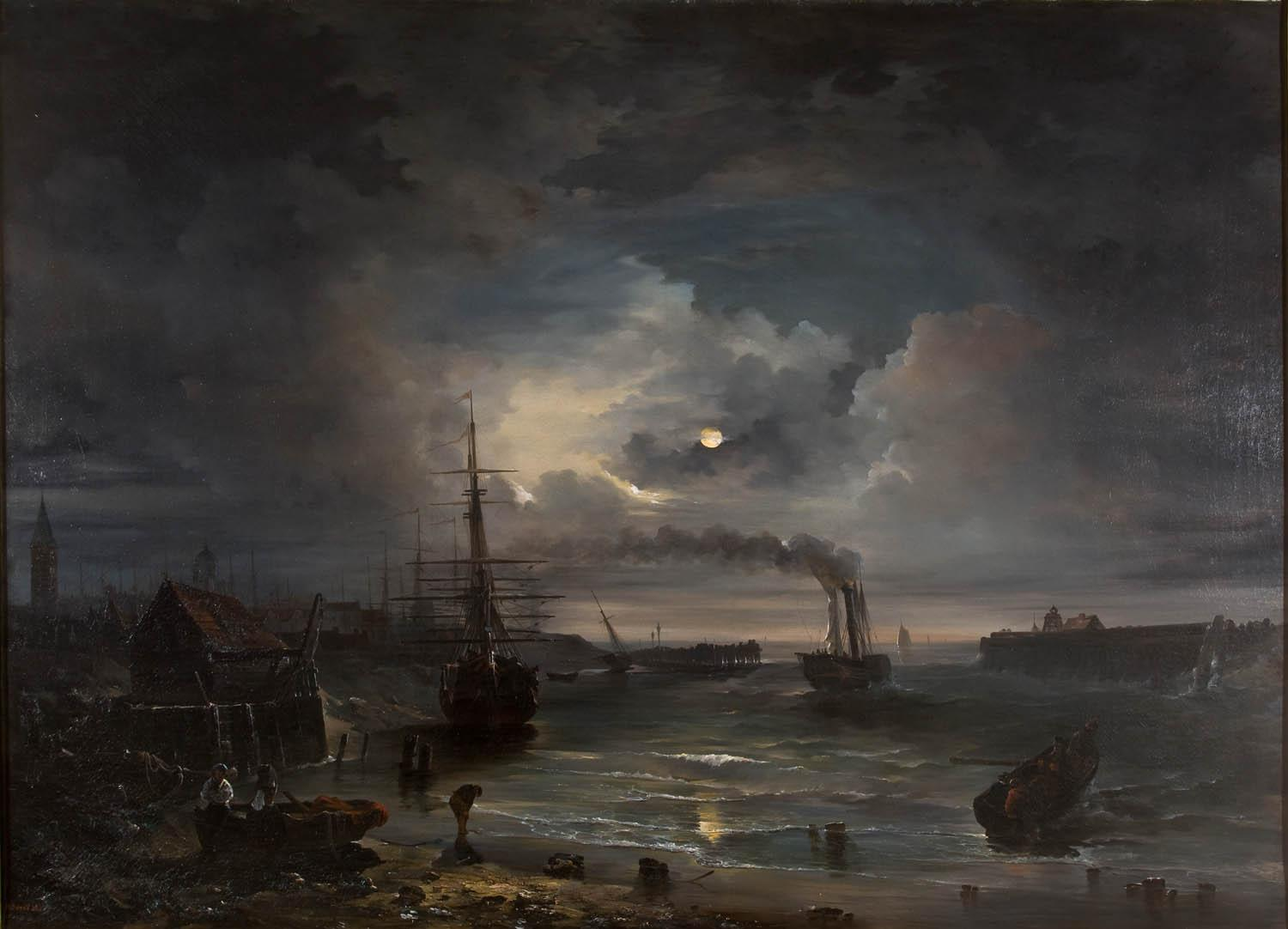
Vue portuaire nocturne (1840).

Son champ pictural couvre essentiellement les marines, les paysages, les scènes de genre et les portraits. Au début des années 1830, il marque une prédilection pour les effets de clair de lune dans ses paysages et ses marines. Cette préférence lui vaut l'appellation de « peintre de la lune ». 
Au Salon de Bruxelles de 1845, le critique Victor Joly est élogieux au sujet de son tableau Un effet de lune : « À force de contempler les belles nuits étoilées, les molles lueurs lunaires glissant entre des couches de nuages d'opale et d'argent, M. Donny est arrivé à être le peintre breveté de la lune. Les lointains brumeux, les eaux dormantes, sous les pâles rayons de Phœbe, l'aspect de la nature ensevelie dans l'ombre et le silence, toutes ces choses sont bien comprises par M. Donny. Nous lui demanderons seulement un peu plus de ces vapeurs argentées et bleuâtres qui caractérisent ces belles nuits. L'aspect du tableau de M. Donny est poétique et tranquille, ses lointains sont profonds et vaporeux, son ciel d'un beau choix. Seulement, nous le répétons, il y a chez M. Donny une tendance aux tons fumeux et noirs, qu'il doit s'attacher à vaincre, pour rester poétique et fidèle à la nature. »

### Expositions

#### Belgique

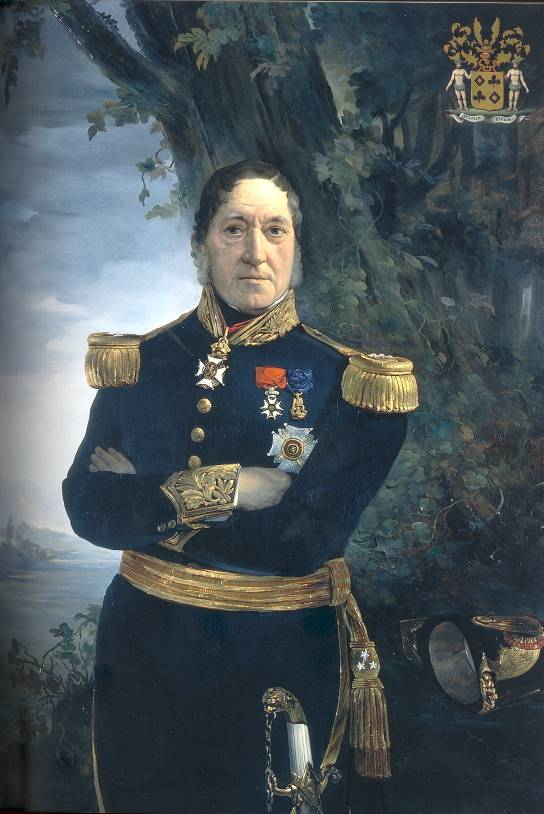
François-Xavier de Wautier (1846), par Désiré Donny, conservé au Musée Art et Histoire de Bruxelles.

##### 1818 - 1839
- Salon de Bruxelles de 1818 : Clio gravant sur une table l'érection de l'Académie de Bruges[3]
- Salon de Gand (XI) de 1820 : Portrait, médaille d'or[5].
- Salon de Gand (XII) de 1823 : Portrait en pied d'un officier anglais du 18e régiment de hussards[11].
- Salon de Gand (XIII) de 1826 : Portrait en pied de Madame ***[12].
- Salon de Gand (XV) de 1832 : Une dame sortant du bain[13].
- Salon de Bruxelles de 1833 : Un vieillard aveugle avec son enfant demandant l'aumône et Femme de Bruxelles vendant des crabes[14].
- Salon d'Anvers de 1834 : Vue des ruines de l'abbaye de Villers ; clair de lune[15].
- Salon de Gand (XVI) de 1835 : Vue de l'Escaut au clair de lune et L'Entrée d'un petit port de mer, vue au clair de lune[16].
- Salon de Bruxelles de 1836 : Vue d'Anvers au clair de lune et Vue d'Ostende au clair de lune (médaille de bronze)[17].
- Salon d'Anvers de 1837 : Brick naufragé sur les côtes de Flandre ; effet de clair de lune[18].
- Salon de Gand (XVII) de 1838 : Une plage[19].
- Salon de Bruxelles de 1839 : Vue des bords de la mer[20].

##### 1840 - 1861
- Salon d'Anvers de 1840 : Vue d'un village en Hollande : effet de lune[21].
- Salon de Gand (XVIII) de 1841 : Vue des ruines de l'abbaye de Villers, en Brabant[22].
- Salon de Bruxelles de 1842 : Port de mer ; effet de lune et Maison de campagne à Oostcamp, près de Bruges[23].
- Salon de Gand (XIX) de 1844 : Vue de la ville d'Anvers, du côté de l'Escaut ; au lever de la lune[24].
- Salon de Bruxelles de 1845 : Effet de lune (médaille de vermeil)[8].
- Salon d'Anvers de 1852 : Vue du château en ruines de la ville de Heidelberg[25].
- Salon de Bruxelles de 1857 : Plage des environs de Scheveningue et Mer agitée, vue prise sur les côtes de France[26].
- Salon d'Anvers de 1858 : Vue prise en Suisse. Effet de lune[27].
- Salon de Bruxelles de 1860 : Paysage ; effet de lune[28].

#### France
- Salon de Paris de 1838 : Vue de la côte de Blankenberge (Belgique)[7].

#### Pays-Bas
- Exposition des maîtres vivants de La Haye en 1851 : Une vue en Hollande sous le clair de lune et Une vue en Suisse sous un clair de lune[9].
- Exposition des maîtres vivants de La Haye en 1853 : Une vue de Scheveningen[9].
- Exposition des maîtres vivants de La Haye en 1857 : Une scène de plage[9].
- Exposition des maîtres vivants de La Haye en 1859 : Le Vieux château Offenbach près de Francfort[9].

### Collections muséales
Des œuvres de Désiré Donny sont conservées au Musée Art et Histoire de Bruxelles, à Ypres, à Courtrai, au Musée national du palais Het Loo (Pays-Bas) et à Doncaster.